# إديث روزنباوم
إديث روزنباوم (بالإنجليزية: Edith Rosenbaum) هي مؤلفة وكاتِبة وصحفية أمريكية، ولدت في 12 يونيو 1877 في سينسيناتي في الولايات المتحدة، وتوفيت في 4 أبريل 1975 في لندن في المملكة المتحدة.